# PRISM

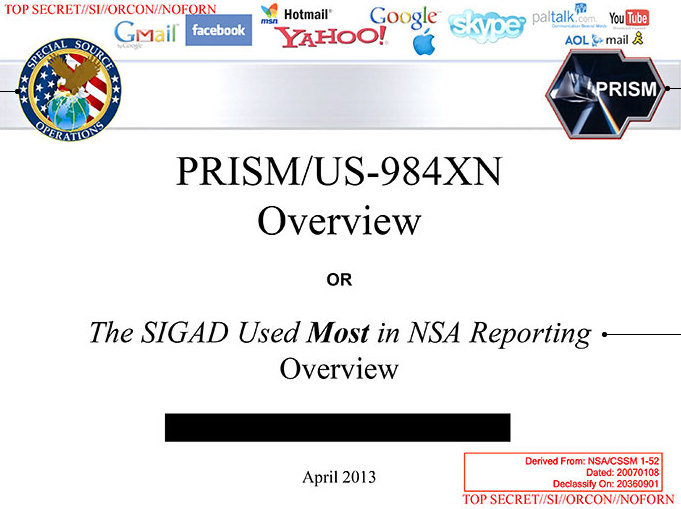
Dia van een gelekte NSA-presentatie over PRISM

PRISM is een programma dat sinds 2007 door de Amerikaanse afluisterdienst National Security Agency (NSA) wordt gebruikt om inlichtingen te vergaren uit gegevens van een reeks grote Amerikaanse internetbedrijven. De onthulling ervan in juni 2013 riep veel protest op en de Amerikaanse regering werd beschuldigd van illegale afluisterpraktijken.

## Onthulling
Het bestaan van PRISM werd op 6 juni 2013 onthuld in de Britse krant The Guardian en de Amerikaanse krant The Washington Post. Zij baseerden zich op een als Top Secret gerubriceerde powerpointpresentatie, die aan deze kranten was doorgespeeld door Edward Snowden, een systeembeheerder die via het bedrijf Booz Allen Hamilton voor het NSA werkte.
De gelekte informatie kwam naar buiten een dag nadat bekend werd dat de regering van de VS in het geheim het telecommunicatiebedrijf Verizon had benaderd om dagelijks alle informatie over telefoongesprekken van haar klanten door te geven.
Het bestaan van PRISM werd officieel bevestigd door de Amerikaanse Directeur van Nationale Inlichtingen (DNI) James Clapper en het programma kreeg toestemming via een recent door het Congres hernieuwde wet voor buitenlandse spionage. Volgens de Amerikaanse regering wordt PRISM gebruikt ter uitvoering van artikel 702 van de FISA Amendments Act (FAA) van 2008.
Dit artikel maakt het mogelijk om met een machtiging voor telkens 1 jaar inlichtingen te vergaren vanuit communicaties als een van beide partijen zich buiten de Verenigde Staten bevindt. Voor het aftappen van Amerikaanse communicatiesystemen was voordien een rechterlijk bevel voor elk individueel geval nodig, alsmede de verzekering dat beide betrokken partijen zich buiten de VS bevonden.
In juli 2013 verklaarde het NSA in een brief tegenover de Duitse regering dat er naast het PRISM-programma dat door Edward Snowden werd onthuld, nog twee andere programma's met dezelfde naam zijn. Deze hebben echter een geheel andere toepassing. Het ene heet "Planning tool for Resource Integration, Synchronization and Management" (PRISM) en is een zogeheten tasking tool, die gebruikt wordt om inlichtingen op te vragen voor militaire operaties. Het andere is de "Portal for Real-time Information Sharing and Management" (PRISM) en wordt gebruikt voor interne informatie-uitwisseling bij het NSA.
In september 2013 onthulde Snowden (weer gevolgd door een artikel in The Guardian) het bestaan van het programma Bullrun, eveneens ontwikkeld door de NSA, dat in staat is versleutelde internetcommunicatie te ontcijferen.

## Beschrijving
PRISM is de codenaam van een programma dat officieel door de NSA wordt aangeduid met de SIGAD (SIGINT Activity Designator) US-984XN. Het programma is onderdeel van de afdeling Special Source Operations (SSO), die verantwoordelijk is voor binnenlandse en andere bijzondere inlichtingenoperaties van de NSA.
Uit vier nieuwe dia's die The Washington Post op 10 juli publiceerde, blijkt dat PRISM meerdere applicaties, computersystemen en databases omvat en dus niet één op zichzelf staand computerprogramma is. Het daadwerkelijke vergaren van de internetdata gebeurt niet door de NSA zelf, maar door een onderdeel van de FBI, de Data Intercept Technology Unit (DITU), die eerder al verantwoordelijk was voor het aftapprogramma Carnivore.
Volgens The Guardian en The Washington Post zou de NSA directe toegang hebben tot de servers van internetbedrijven middels apparatuur die op hun terreinen geïnstalleerd is. De meeste van deze bedrijven ontkenden echter vrijwel direct dat zij toegang tot hun servers hebben gegeven en verklaarden alleen gegevens te overhandigen als daar een wettelijk bevel voor is. Anderen vermoeden dat de bedrijven min of meer vrijwillig de door FBI en NSA gevraagde gegevens overhandigen, om te voorkomen dat er aftapapparatuur op hun servers wordt aangesloten.
In rapporten gebaseerd op gelekte documenten wordt PRISM beschreven als een manier om diepgaande bewaking toe te laten op live communicatie en opgeslagen informatie. Het programma richt zich op alle klanten van de deelnemende bedrijven die buiten de VS wonen, en op Amerikaanse burgers die communiceren met mensen buiten de VS. De data die de NSA mag vergaren omvat naar verluidt e-mail, chat via video en voice, video's, foto's, gesprekken, bestandsuitwisselingen, inlogmeldingen en sociaal netwerken.

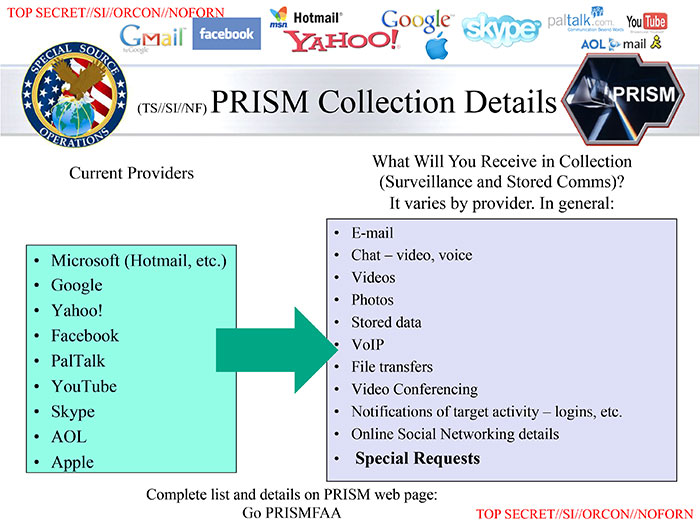
PRISM-dia die weergeeft welke gegevens van welke bedrijven verkregen kunnen worden

Volgens de uitgelekte documenten zou "98 procent van de data voor PRISM gebaseerd zijn op Yahoo, Google en Microsoft". Alle internetbedrijven die aan PRISM zouden meewerken zijn: 
- Microsoft (2007)
- Yahoo! (2008)
- Google (2009)
- Facebook (2009)
- Paltalk (2009)
- YouTube (2010)
- AOL (2011)
- Skype (2011)
- Apple (2012)[9]

Gegevens die via PRISM vergaard zijn, worden opgeslagen in verschillende, vaak al langer bestaande databases van de NSA: internet-metadata in MARINA, telefonie-metadata in MAINWAY, telefoongesprekken in NUCLEON en alle overige internetcontent, waaronder video, in de PINWALE-database. NSA-analisten wordt aangeraden om naast de gegevens van internetbedrijven die via PRISM verkregen kunnen worden, ook gebruik te maken van communicatie die uit glasvezelkabels wordt afgetapt middels de programma's FAIRVIEW, BLARNEY, OAKSTAR en STORMBREW.
Wanneer de NSA concludeert dat een onderschepte communicatie nader onderzoek rechtvaardigt, dan wordt daarvan een rapport uitgegeven. Volgens de uitgelekte documenten worden er ruim 2000 van zulke rapporten per maand uitgegeven en 24.005 in het jaar 2012. In totaal zouden inmiddels meer dan 77.000, oftewel 1 op de 7 inlichtingenrapporten van de NSA gebaseerd zijn op materiaal dat middels PRISM verkregen is. In 2012 werden PRISM-bronnen 1477 keer geciteerd in de President’s Daily Brief, het dagelijkse inlichtingenverslag voor de Amerikaanse president.

## Nederland
De Nederlandse regering heeft verklaard dat de Algemene Inlichtingen- en Veiligheidsdienst (AIVD) en de Militaire Inlichtingen- en Veiligheidsdienst (MIVD) PRISM niet gebruiken. De Nederlandse overheid kan niet 'zomaar' in gegevens van burgers, bedrijven en andere organisaties rondkijken. De AIVD en MIVD hebben geen onbelemmerde toegang tot het internetverkeer en het mobiele telefoonverkeer, ook niet via buitenlandse inlichtingen- en veiligheidsdiensten. Wel kunnen ze in het kader van de samenwerking met buitenlandse partners gegevens uitwisselen, waarbij het niet gebruikelijk is dat buitenlandse diensten bij het verstrekken van specifieke gegevens de wijze aangeven waarop die zijn verkregen.